# 紹斯威克山

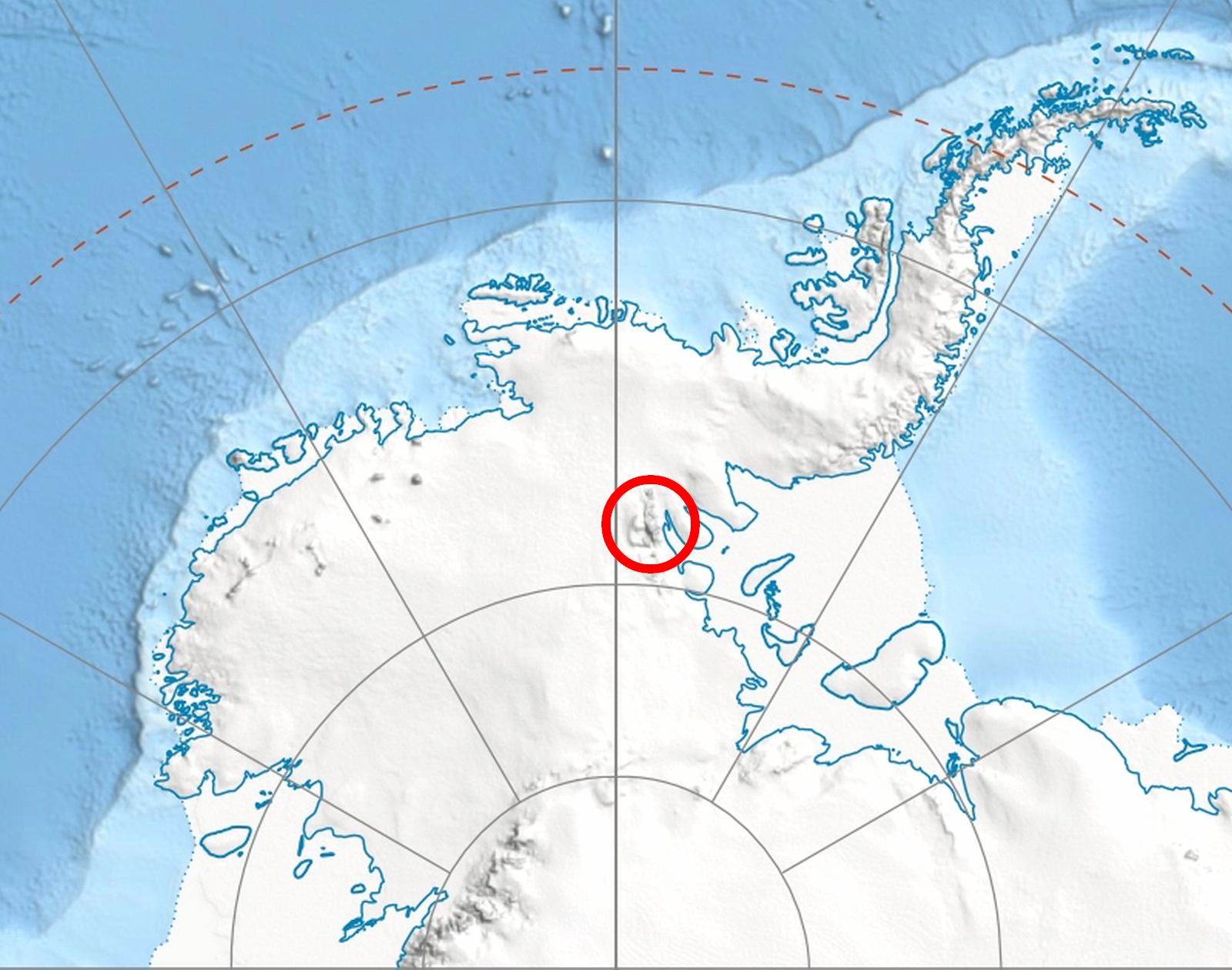

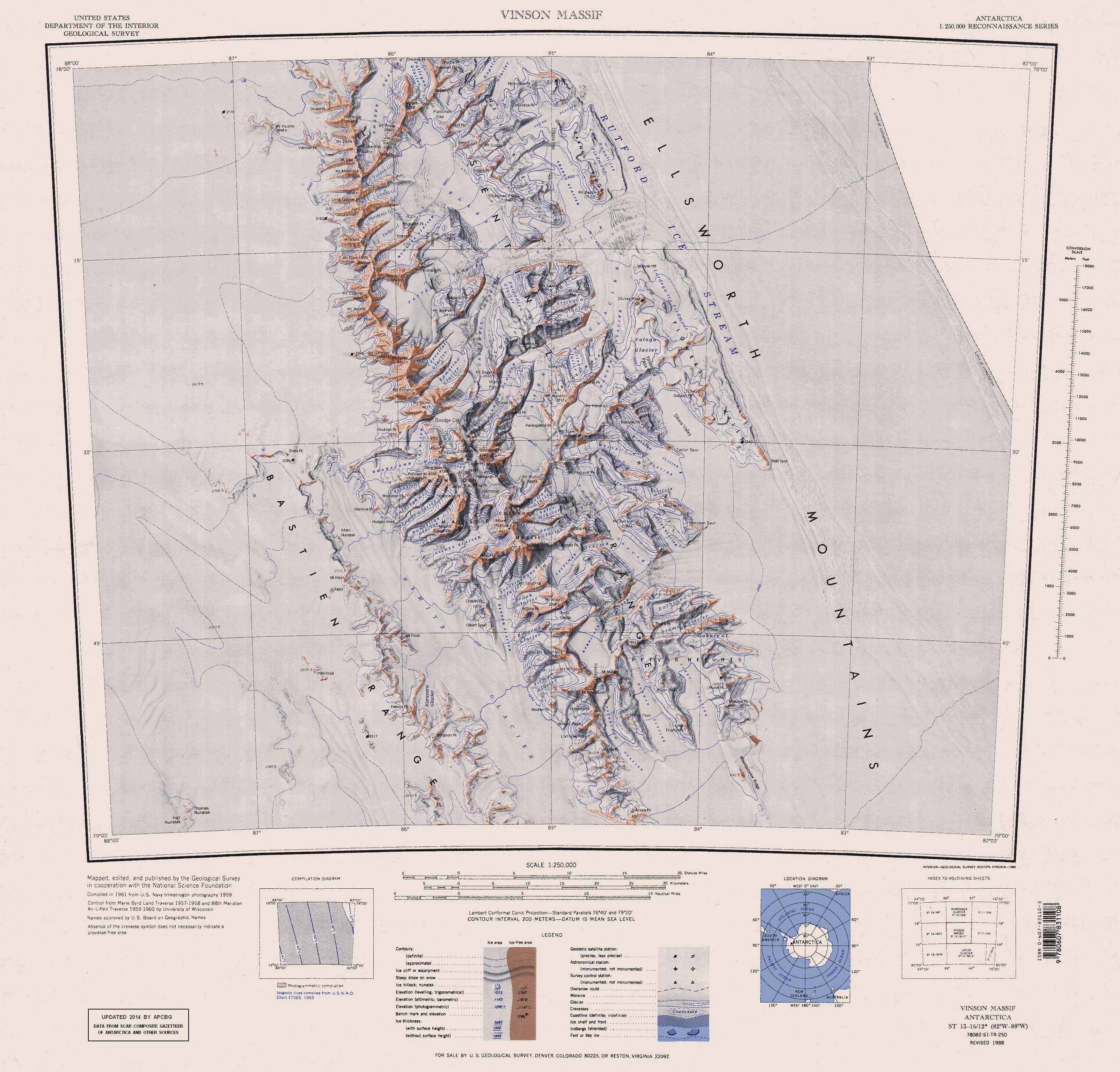

紹斯威克山（英語：Mount Southwick）是南極洲的山峰，位於埃爾斯沃思地，屬於埃爾斯沃思山脈中森蒂納爾嶺的一部分，處於克雷杜克山東南面17公里，海拔高度3,280米，美國地質調查局根據測量和該國海軍的空中照片繪入地圖。

## 外部連結
- SCAR Composite Gazetteer of Antarctica（页面存档备份，存于）.

78°46′S 84°55′W / 78.767°S 84.917°W